# František Souček
František Souček (20. března 1880 Pětipsy – 4. ledna 1952 Praha) byl český hudební skladatel.

## Život
Maturoval na Obchodní akademii v Chrudimi a stal se úředníkem modřanského cukrovaru. Později pracoval na Zemském úřadu v Praze. Hudbou se zabýval od dětství. Nejprve pod vedením svého otce, později byl žákem svého strýce, hudebního skladatele Jindřicha Součka. Vedle svého zaměstnání studoval kompozici u Františka Spilky a Vítězslava Nováka.
Od roku 1939 byl v důchodu a komponoval drobnější skladby, písně i kabaretní kuplety a pořizoval klavírní výtahy. Spolupracoval s Loutkovou scénou Umělecké výchovy v Praze.

## Dílo
- Suita pro orchestr
- Impromptu pro smyčcový orchestr
- Mše pro sbor a varhany
- Scénická hudba pro loutkové divadlo
- Klavírní výtahy orchestrálních a komorních skladeb jiných autorů

Písně
- Zpěvy páteční
- Písně v národním tónu
- Nálady
- Ret tvůj, to květ nejsladší
- Tři písně pro soprán nebo alt (1908)
- Pět písní pro vyšší hlas (1907)
- Suita pro zpěv a klavír (1912)